# اوانزا
اوانزا (انگلیسی: Avanza) شرکت خدمات مالی سوئدی است، که در سال ۱۹۹۹ تأسیس شد‌.